# Carta Europeia das Línguas Regionais ou Minoritárias
A Carta Europeia das Línguas Regionais ou Minoritárias é uma Convenção (CETS 148) adotada em 5 de novembro de 1992 pelo Conselho da Europa, que entrou em vigor a 1 de março de 1998, para promover e proteger as línguas regionais e minoritárias históricas da Europa, bem como as línguas sem território e as línguas oficiais menos utilizadas. Aplica-se somente aos idiomas utilizados tradicionalmente (excluindo, portanto, idiomas empregados pela imigração recente de outros continentes ou dialetos da língua oficial do Estado em causa), que possuem diferenças significativas com a língua maioritária ou oficial.
As línguas oficiais em regiões ou províncias de unidades autónomas num estado descentralizado (como o catalão, o galego, o basco e o aragonês na Espanha) não estão classificadas como línguas oficiais do estado e podem beneficiar-se da Carta. Por outro lado, há o caso da República da Irlanda que não pôde assiná-la em favor da sua língua nativa (ainda que seja minoritário), porque o gaélico irlandês é definido como língua oficial do estado. Porém, o Reino Unido ratificou a Carta em favor deste idioma (entre outros, tais como córnico, o manês, o ânglico escocês e o gaélico escocês), uma vez que também é falado na Irlanda do Norte.